# Preixan
Preixan (en lengua occitana Preicho) es una comuna francesa del departamento del Aude en la región de Languedoc-Rosellón. Se encuentra a 10 km de Carcassonne y 15 km de Limoux, en lo alto de una cima de donde le viene su nombre (que significa colgado en occitano).

## Demografía

Evolución demográfica de Preixan